# Hans Ebel (Pfarrer)

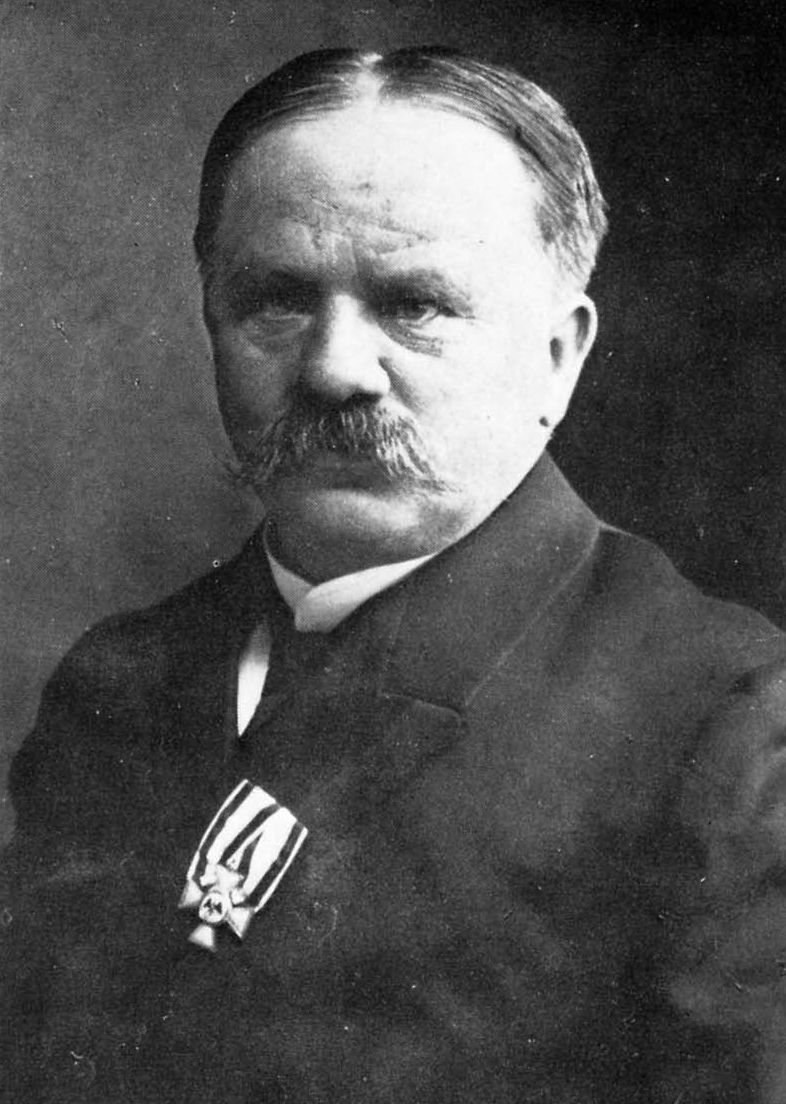
Hans Ebel

Hans Ebel (*  26. September 1859 in Bischofsburg, Provinz Ostpreußen; † 23. August 1920 in Muschaken, Masuren) war ein deutscher Pfarrer in Masuren.

## Leben
Als Sohn des Pfarrers und Schulgründers Johannes Wilhelm Ebel (1824–1900) aus der Neidenburger Linie der Familie Ebel besuchte er bis 1879 das Kgl. Wilhelmsgymnasium (Königsberg). Nach dem Abitur studierte er an der Albertus-Universität evangelische Theologie. Im Wintersemester 1879/80 wurde er als vierter seiner Familie im Corps Masovia aktiv. Am 25. November 1883 ordiniert, erhielt er seine erste Pfarrstelle an der Kirche Ostrokollen im Kreis Lyck. Dort lernte er seine spätere Ehefrau Emma Minna Julie Saworra kennen. Der 1885 geschlossenen Ehe entstammen zwei Töchter und fünf Söhne, von denen zwei im Ersten Weltkrieg fielen. Von 1894 bis zu seinem Tode, über 26 Jahre und den Ersten Weltkrieg hinweg, war er Pfarrer in Muschaken, Kreis Neidenburg.
Zur Bekämpfung der herrschenden Arbeitslosigkeit gründete Ebel mit dem größten Raiffeisenverein Ostpreußens und zweitgrößten des Deutschen Reiches eine Genossenschaft, die trotz der schlechten Böden aufblühte und die Bauern zu Investitionen in ihre Höfe veranlasste. Moderne Technik und künstliche Dünge- und Futtermittel wurden probiert und eingeführt. Eine Waren-Genossenschaft verkaufte die Erzeugnisse und besaß eigene Silospeicher und Ladegeleise. Nach zwei Jahrzehnten kam sie auf einen Jahresumsatz von etwa 30 Millionen Mark. Der soziale Fortschritt blieb nicht aus. 1909 waren im Kirchspiel Muschaken fast alle Landarbeiter Landbesitzer und manche Arbeiter Kleinbauern geworden. Den Schwachen minderte Ebel die Schuldenlast. Als ein Sturm die Forste verheert hatte, sorgte Ebel dafür, dass seine Gemeindemitglieder das Holz zu mäßiger Taxe bekamen und daran in einem Jahr etwa 7.000 Mark verdienten. Als im Jahre 1900 fast das ganze Dorf niedergebrannt war, brachte es Ebel in zwei Tagen zuwege, dass es das gesamte Bauholz zu zwei Dritteln der Taxe erhielt und dass schon nach vier Wochen, noch rechtzeitig vor der Ernte, die meisten Scheunen wieder standen. Bei diesen Leistungen fasste die Bevölkerung auch in geistlichen Dingen zu ihrem Seelsorger Vertrauen. Die zuvor blühenden Sekten gingen zurück. Für die Geselligkeits- und Bildungsbedürfnisse der Gemeinde wurde ein Gemeindehaus mit einer Bücherei errichtet. Besonders für die Behütung und Pflege der Kleinkinder wurden Gemeindeschwestern eingestellt. Es entstanden Fortbildungsschulen und Haushaltungsschulen, Gesangvereine und Turnvereine. Während im sonst armen Masuren die Landflucht um sich griff, stieg die Einwohnerzahl Muschakens von 4.500 auf 5.200 Einwohner. Als im August 1914 die Kaiserlich Russische Armee in Ostpreußen einmarschierte, wurden die Kirchspiele an der Grenze zum Russischen Kaiserreich zuerst verwüstet. Dass Muschaken darunter nicht zusammenbrach, ist nicht zuletzt Ebels Verdienst. 
Ebel wirkte auch weit über die Grenze seiner Gemeinde hinaus. Er gehörte zu den führenden Männern der Raiffeisenorganisation, versuchte den Evangelisch-Sozialen Kongress für seine Arbeit zu begeistern und förderte die Siedlungsarbeit der Ostpreußischen Landgesellschaft.

„Man hört oft sagen, der Raiffeisenverein bringt viel Ärger und macht viel Arbeit. Arbeit hat er mir viel gebracht. Wer bei seinen Wohlfahrtsbestrebungen die Arbeit scheut, soll die Hand davon lassen. Er ist nicht geschickt dazu. Ärger habe ich nie gehabt. Nennen Sie das Ärger, den Unverstand der Leute zu überwinden? Was können denn die Leute dafür, wenn der Schöpfer ihnen den Unverstand mit auf den Weg gegeben hat. Und Gott hat in seiner Weisheit den Unverstand gleichmäßig auf alle Stände verteilt. Wir aber sind dazu berufen, auch den Verstand der Leute zu bilden.“

Ein bleibendes Denkmal von Ebels Arbeit und Gemeinsinn ist das Knabenerziehungsheim Emmaus, das er 1903 initiiert hatte. Ab 1948 war es eine Kaserne der Polnischen Streitkräfte. Seit 1992 steht das Gebäude leer.

## Auszeichnungen
- Eisernes Kreuz am weißen Bande
- Roter-Adler-Orden IV. Klasse
- Verdienstkreuz für Kriegshilfe (Preußen)[5]